# Webiorg
Webiorg ou Veborg (morte en 750) est une skjaldmö scandinave légendaire, célèbre pour avoir participé à la bataille de Bråvalla, qui eut lieu en Suède aux environs de l'an 750. Elle est d'origine suédoise ou danoise.

## Biographie

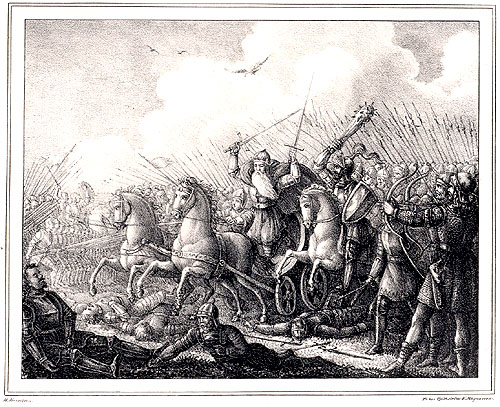
La bataille de Brávellir par Hugo Hamilton.

La bataille de Bråvalla oppose le roi Harald Hildetand du Danemark et de Suède, et son vice-roi, Sigurd Hring de Suède : la Suède est constituée à cette époque de plusieurs petits royaumes, mais Harald Hildetand a été élu roi de la plupart d'entre eux. Le roi Sigurd souhaite réunifier tous ces royaumes sous sa couronne de façon permanente, tandis que le roi Harald souhaite garder la possibilité d'élire des rois différents pour chacun d'entre eux. La bataille oppose donc les unionistes et les partisans du statu quo.
Il est raconté que les différentes parties engagèrent des mercenaires de Russie, d'Angleterre, d'Allemagne et d'Irlande, et que du côté des séparatistes du roi Harald participent trois cents soldates, soi-disant des skjaldmö. La plus célèbre, aux côtés de Visna[Qui ?], et de la propre fille de Harald, la Princesse Hed, est Veborg. Ces trois femmes sont décrites comme les générales des troupes féminines.
La prestation de Veborg dans la bataille est décrite en détail. L'un des guerriers les plus forts du Roi Harald, Ubbe de la Frise, bat trois princes suédois et le combattant Agnar avant d'être finalement tué par l'un des plus grands combattants unioniste, le guerrier Starke. Veborg se précipite alors vers l'avant pour tuer Starke ; elle lui coupe la mâchoire, mais il réussit à s'échapper et à couper le bras de Visna, qui tient la bannière séparatiste. Veborg, décrite comme très courageuse, défie ensuite le guerrier Thorkell le Tenace dans une longue et furieuse lutte, jusqu'à ce que Thorkell "après de nombreuses blessures et beaucoup de joute verbale"  réussisse enfin à la tuer.
Saxo Grammaticus rapporte que les skjaldmös combattent aux côtés des danois lors de la bataille de Brávellir et que Veborg est parmi eux : 
"Hors de la ville de Sile, sous les ordres des capitaines Hetha (Heid) et Wisna, avec Hakon Joue Coupée vint Tummi Faiseur de Voile. Sur ces capitaines, qui avaient des corps de femmes, la nature avait mis des âmes d'hommes. Webiorg était inspirée du même esprit et était servie pas Bo (BUi) et Brat la Jute, assoiffées de guerre"